# Tassili (album)
Tassili è il quinto album in studio della band tuareg-berbera Tinariwen, registrato a Tassili n'Ajjer (un parco nazionale algerino) nel 2011. L'album ha segnato un importante discostamento dalle registrazioni precedenti. Il produttore, Ian Brennan, ha affermato che "è stato il disco meno sovra-inciso, più live, incentrato sulla band e orientato alle canzoni che abbiano mai realizzato".
Bob Boilen ha dichiarato in una recensione dell'album per NPR Music che "Tinariwen è quasi il miglior gruppo rock basato sulla chitarra del 21 ° secolo".
Elysa Gardner di USA Today ha assegnato all'album 2,5 stelle su 4. Metacritic, che assegna un punteggio normalizzato di 100 alle recensioni dei critici mainstream, ha dato all'album un punteggio di 80, basato su 37 recensioni, indicando " recensioni generalmente favorevoli». Uncut ha posizionato l'album al numero 18 della lista dei 50 migliori album del 2011.
Mojo ha inserito l'album al numero 35 nella lista dei "50 migliori album del 2011".
Il 12 febbraio 2012, l'album ha vinto un Grammy Award per il miglior album di musica mondiale.

## Tracce
1. Imidiwan Ma Tenam – 4:41 (Ibrahim Ag Alhabib)
2. Asuf D Alwa – 4:14 (Ibrahim Ag Alhabib)
3. Tenere Taqhim Tossam – 4:13 (Ibrahim Ag Alhabib, Tunde Adebimpe, Kyp Malone, Eyadou Ag Leche)
4. Ya Messinagh – 5:30 (Ibrahim Ag Alhabib)
5. Walla Illa – 4:54 (Ibrahim Ag Alhabib)
6. Tameyawt – 4:39 (Ibrahim Ag Alhabib)
7. Imidiwan Win Sahara – 3:45 (Ibrahim Ag Alhabib)
8. Tamiditin Tan Ufrawan – 3:04 (Ibrahim Ag Alhabib)
9. Tiliaden Osamant – 3:26 (Ibrahim Ag Alhabib)
10. Djeredjere – 4:38 (Liya Ag Ablil, Ahmed, Keddou Ag Ossad)
11. Iswegh Attay – 5:50 (Sanou Ag Ahmed)
12. Takest Tamidaret – 4:41 (Abdallah Ag Alhousseyni)